# Walter Michael Brod
Walter Michael Brod (* 25. Februar 1912 in Würzburg; † 20. Februar 2010 ebenda) war ein deutscher Hausarzt und Geburtshelfer. Neben seiner medizinischen Tätigkeit war er auch als Kunstsammler, Studentenhistoriker und Förderer der Universität Würzburg bekannt. Sein breites Spektrum an Interessen und seine umfangreiche Forschungstätigkeit, insbesondere auf dem Gebiet der Lokalgeschichte, spiegeln sich in fast 600 Werken wider, darunter Bücher, Zeitschriftenbeiträge und Fachartikel. Brod war langjähriger Leiter des Würzburger Instituts für Hochschulkunde.

## Leben
Walter Michael Brod wurde als Sohn des von 1900 (in der chirurgischen Kinderabteilung und ab 1902/1903 in der Chirurgischen Klinik unter Carl von Schönborn) als Assistenzarzt bis 1905 am Juliusspital ausgebildeten und tätigen und dann als Chirurg niedergelassenen Arztes und Sanitätsrats Adam Michael Brod (* 24. Dezember 1874; † 25. Juni 1960) geboren. Er stammt aus einer alten Würzburger Fischer- und Schifferfamilie. Bei seiner Geburt war die Neue Universität am Sanderring neu. Die meisten der königlichen Universitätskliniken befanden sich im Juliusspital und der Südflügel der Residenz wurde noch als Wohnraum des bayerischen Königs genutzt.
Im Jahr 1931 legte er sein Abitur am Neuen Gymnasium in Würzburg ab. Er sollte Nachfolger seines Vaters in dessen renommierter chirurgischer Privatklinik werden und studierte ab dem Wintersemester 1931/32 Humanmedizin in Würzburg, Breslau und Freiburg im Breisgau.
Nach dem Abschluss des Studiums mit dem Staatsexamen im Jahr 1936 in Würzburg erhielt er im Jahr 1937 die ärztliche Approbation und promovierte. Im Jahr 1938 begann die klinische Ausbildung als chirurgischer Assistent am Würzburger Juliusspital und am Detmolder Landeskrankenhaus. Daraufhin wurde er Landarztassistent im unterfränkischen Maroldsweisach. Im Jahr 1939 wurde er als Stabsarzt und Chef einer Luftwaffensanitätsstaffel zur Wehrmacht eingezogen. Ab 1945 war er in französischer Kriegsgefangenschaft.
Neben der Medizin interessierte sich Walter Brod schon früh für Geschichte. Nach seiner Entlassung aus der französischen Kriegsgefangenschaft in 1946 war er wissenschaftlicher Hilfsarbeiter beim Wiederaufbau des Mainfränkischen Museums, wo er sich insbesondere der studentischen Sammlungen annahm. Nach dem Krieg ließ er sich im Jahre 1947 als praktischer Arzt und Geburtshelfer in Würzburg nieder, da die Klinik seines Vaters beim Bombenangriff auf Würzburg am 16. März 1945 zerstört wurde.
Ernst Magnus-Alsleben (1879–1936), der nach seiner Zeit als Assistent und Privatdozent (1911 bis 1921) an der Medizinische Klinik und Würzburg als Professor der Inneren Medizin die dortige Medizinische Poliklinik leitete, der Chirurg Fritz König, welchen Brod als Hausarzt betreute, der Gynäkologe Carl Joseph Gauß und sein Doktorvater, der Kinderarzt Hans Rietschel waren unter anderem seine ihn prägenden akademischen Lehrer. Im Jahre 1969 erhielt er die Anerkennung als Arzt für Allgemeinmedizin. Als Arzt ging er 1977 in den Ruhestand. Er wohnte mit seiner Frau Liselotte im Gerbrunner Weg 5. Er hat einen Sohn names Michael Brod (* 24. August 1948 in Würzburg), welcher als Jurist Präsident der Wehrbereichsverwaltung West in Düsseldorf war.

## Mitgliedschaft und Engagement
Noch während seiner Schulzeit war er bei der Abituria (1920) des Neuen Gymnasiums aktiv. Er war Senior des Abiturjahrgangs 1931, später der letzte Philistersenior und in 2008 auch das letzte lebende Mitglied dieser Abituria.
Walter Brod wurde im Dezember 1931 beim Corps Moenania recipiert („Mainländer“), wo er 17 Partien focht. Er beteiligte sich maßgeblich an der Rekonstitution des Corps im Jahre 1948. Bei Moenania war Brod zunächst Archivar, später sogar zweiter Vorsitzender des Altherrenvereins. Er war ab 1976 Herausgeber der „Mainländer-Nachrichten“, der internen Zeitschrift des Corps. Auch sein Sohn Michael Brod ist als Mainländer für das Archiv zuständig.
Außerdem war er Mitbegründer (1948) und Ehrenmitglied des Vereins Freunde Mainfränkischer Kunst und Geschichte e.V.,Hilfsarbeiter im neu entstandenen Mainfränkischen Museum und Obermeister der Fischerzunft.

## Mäzen der Universität

### Hochschulkunde
Im Dezember 1976 wurde Walter M. Brod zum Vorsitzenden der Deutschen Gesellschaft für Hochschulkunde gewählt. Ab seinem Eintritt in den Ruhestand 1977 übernahm Walter Brod von Albin Angerer die ehrenamtliche Leitung über das Institut für Hochschulkunde (IfH) an der Universität Würzburg. Literaturgeschenke von ihm kamen den Instituten für Geschichte und für Geschichte der Medizin zugute. Auch das Martin von Wagner Museum bedachte er mit grafischen Blättern und wertvollen Dauerleihgaben.
Bis 1986 betreute Brod als Kurator der Kösener Sammlungen auch das Kösener Archiv. Mit der Stadt Würzburg und den Verbänden konnte er in 1978 eine Finanzierungsvereinbarung aushandeln, welche die Aufstellung eines geregelten Etats für Sach- und Personalkosten ermöglichte. Auch der Umzug des Instituts für Hochschulkunde aus der Domerschulstraße in das neue Bibliotheksgebäude am Hubland fiel in seine Amtszeit.

### Forschung
Fast 600 Werke zeugen von seiner eigenen Forschungstätigkeit, vor allem auf dem Gebiet der Lokalgeschichte, darunter Bücher, Zeitschriftenbeiträge und Fachartikel. Als langjähriger Leiter des Würzburger Instituts für Hochschulkunde ließ er jüngere Forscher an seinen Kenntnissen teilhaben.

### Grafiksammlung
In den Nachkriegsjahren baute er die herausragende Grafiksammlung seines Vaters, deren größte Schätze beim Luftangriff verbrannt waren, systematisch aus. Auf diese Weise entstand eine der größten Spezialsammlungen zur Topografie von Franken und Würzburg. Diese einzigartige Sammlung Würzburger Stadtansichten überließ er unter anderem als Dauerleihgabe der Universitätsbibliothek, damit sie der Forschung zur Verfügung steht. Ein von ihm und Bibliotheksdirektor Gottfried Mälzer herausgegebener illustrierter Katalog von 1987 mit dem Titel „Würzburg – Bilder einer alten Stadt“ dokumentiert ihre Fülle.

## Auszeichnungen
- Goldenes Stadtsiegel der Stadt Würzburg (1977)
- Bundesverdienstkreuz am Bande (1980)
- Verdienstmedaille „Bene Merenti“ in Silber (1982)
- Rudelsburg-Plakette des VAC (1982)
- Ehrenbürger der Universität Würzburg (1992)
- Ehrenmitglied der Deutschen Gesellschaft für Hochschulkunde (1992)
- Bundesverdienstkreuz 1. Klasse (1995)
- Kulturmedaille der Stadt Würzburg (1997)
- Staatsehrenmünze des Freistaats Bayern
- Silberne Stadtplakette der Stadt Würzburg

## Veröffentlichungen (Auswahl)
- Der Rückgang des Sommergipfels der Säuglingssterblichkeit. Eine statistische Betrachtung zur Entwicklung der Sommersäuglingssterblichkeit in der Kreishauptstadt Würzburg. Würzburg 1936, DNB 369383303 (Zugleich Medizinische Dissertation Universität Würzburg 1937).
- Ein Beitrag zur mittelalterlichen Urkunden-Überlieferung der Würzburger Fischerzunft. In: Mainfränkisches Jahrbuch für Geschichte und Kunst. Band 8, 1956, S. 140–159.
- Michael Schmerbach Franconiae Würzburg, ein ewiger Student – und doch ein großes Talent. In: Einst und Jetzt. Band 8, 1963, S. 125–138; gekürzt auch in Altfränkische Bilder. Band 61, 1962.
- Lehenhoftafeln des Hochstifts Würzburg aus dem 16. Jahrhundert. In: Mainfränkisches Jahrbuch für Geschichte und Kunst. Band 15, 1963, S. 208–214.
- Fränkische Hof- und Stadtmaler als Kartographen. In: Karl-Heinz Meine (Hrsg.): Kartengeschichte und Kartenbearbeitung. Festschrift zum 80. Geburtstag von Wilhelm Bonacker, Geograph und wissenschaftlicher Kartograph in Berlin, am 17. März 1968, dargebracht von Fachkollegen und Freunden beider Wissenschaften. Bad Godesberg 1968, S. 49–57.
- mit Heinz Otremba (Hrsg.): Würzburger Porträts: Lebensbilder von 95 berühmten Würzburgern. Echter Verlag, Würzburg 1982, ISBN 3-429-00778-X.
- mit Gottfried Mälzer: Würzburg – Bilder einer alten Stadt. Druckgraphik aus der Sammlung Brod in der Universitätsbibliothek Würzburg. Echter Würzburg 1987.
- Dankesworte anläßlich der Verleihung der Ehrenbürgerwürde der Universität Würzburg. In: Würzburger medizinhistorische Mitteilungen. Band 10, 1992, S. 471–473.